# 아프텐포스텐
《아프텐포스텐》(Aftenposten)은 노르웨이에서 발행되는 일간 신문이다. 1860년에 창간되었다.